# مياكة
مَيَّاكَة أو كُلَّاسِيَّة أو كُلِّيْسِيَّة (الاسم العلمي: Colletia)، الاسم الأول تشيلي وثاني مُهدى إلى عالم النبات الفرنسي Collet. جنس نباتات برية معمرة، طبية من فصيلة السدرية. هي شجيرات تتكون من 15 إلى 17 نوع. أعطانها الأصلية أمريكا الجنوبية.